# Olof Palme
Sven Olof Joachim Palme (Stockholm, 30 januari 1927 – aldaar, 28 februari 1986) was een Zweeds politicus. Hij was leider van de Sveriges socialdemokratiska arbetareparti vanaf 1969 en tweemaal premier van Zweden, eerst van 1969 tot 1976, de tweede keer van 1982 tot het moment dat hij in 1986 in Stockholm vermoord werd.

## Leven en werk

### Vroege jaren
Palme werd in Stockholm in de wijk Östermalm geboren. Hij kwam uit een vermogend gezin, maar hij behoorde politiek tot de sociaaldemocratie. In zijn studententijd trok hij als een soort woordvoerder door Europa.
Hij studeerde in het jaar 1947-1948 aan het Kenyon College in Ohio. Geïnspireerd door de vele debatten die hij voerde, schreef hij een kritische scriptie over The Road to Serfdom van Friedrich von Hayek. Na vele rondreizen door de Verenigde Staten ging hij terug naar Zweden om aan de Universiteit van Stockholm te studeren. Hij werd in die tijd ook politiek actief toen hij zich bij de Zweedse Unie van Studenten inschreef. In 1952 werd hij gekozen als voorzitter van deze vereniging. Zijn vakanties vierde hij op het (toen nog) voor buitenlanders verboden eilandje Fårö.

### Politieke carrière
In 1953 werd Palme ontdekt door de sociaaldemocratische premier Tage Erlander. Hij vroeg Palme om op zijn secretariaat te komen werken en van daaruit werd hij zelf politicus. In 1955 nam Palme zitting in het bestuur van de partij en in 1958 werd hij tot parlementslid gekozen.
Olof Palme heeft vele posten in de Zweedse regering bekleed. In 1963 was hij minister zonder portefeuille, in 1965 minister van Verkeer en in 1967 minister van Onderwijs. Hij werd partijvoorzitter en fractieleider van de sociaaldemocraten in Zweden nadat Erlander wegens zijn leeftijd aftrad. Zo werd hij ook voor de eerste keer premier. Dit ambt bekleedde hij in totaal 125 maanden. Na zijn onverwachte dood werd hij een van de bekendste Zweedse politici wereldwijd, naast Raoul Wallenberg en Dag Hammarskjöld.

### Ideeën
Palme zelf noemde drie redenen waarom hij socialist was geworden:
- In 1947 woonde hij een debat over belastingen bij tussen de sociaaldemocraat Ernst Wigforss, de conservatief Jarl Hjalmarsson en de liberaal Elon Andersson.
- Het leven in de VS in de jaren 40 liet hem de gevolgen zien van de verschillen tussen arm en rijk en het racisme jegens zwarte mensen.
- Een reis door Azië gaf hem inzicht in de gevolgen van kolonisatie en imperialisme.

Palme was ook een verklaard atheïst.
Palme had zware kritiek op de rol van de Verenigde Staten van Amerika in de Vietnamoorlog. Kritiek had hij ook op de politiek van de staat Israël met betrekking tot de Palestijnen. Zo vergeleek hij de behandeling van Palestijnse kinderen door dat land met die van Joodse kinderen door het naziregime in Duitsland. Ook streed hij tegen de aanwas van nucleaire wapens, de apartheid in Zuid-Afrika en de financiële malaise in Afrika. Om te laten zien dat hij welwillend stond tegenover iedereen in de wereld, ging hij in debat met onder anderen Fidel Castro.
Zijn linkse aanhangers kregen met veel vijandigheid van rechtse Zweden te maken. In de periode voor zijn dood werd Palme van pro-Sovjet-gedrag beschuldigd. Hij zou de Zweedse belangen niet goed behartigen. Om die reden waren er al afspraken gemaakt om naar Moskou te gaan en onder andere de illegale Sovjetduikboten in Zweedse wateren te bespreken.

## Moord
De moord op Palme vond plaats op 28 februari 1986. Hij verscheen vaak in het openbaar zonder lijfwachten, op de avond van de moord was dat niet anders. Hij was met zijn vrouw Lisbet onderweg naar huis na een avondje uit in de bioscoop aan de straat Sveavägen in het centrum van Stockholm. Wandelend over het trottoir werd Palme, om 23.21 uur, in de rug geschoten. Hij overleed kort erna. Na de moord hebben 130 mensen de moord bekend, maar dit heeft lang niet tot opheldering van de moord geleid. Vele (complot)theorieën deden lange tijd de ronde. In juni 2020 maakte de Zweedse hoofdofficier van justitie bekend dat de moord was gepleegd door Stig Engström.

## Olof Palme-prijs
Sinds 1987 wordt jaarlijks de Olof Palme-prijs toegekend aan mensen die een buitengewone prestatie hebben geleverd in de geest van het werk van Olof Palme.

## Onderscheidingen
In 1986 ontving hij de Four Freedoms Award voor vrijwaring van vrees.
- Bibsys: 90116764
- Biblioteca Nacional de Chile: 000194930
- Biblioteca Nacional de España: XX1058912
- Bibliothèque nationale de France: cb11918488b (data)
- CiNii: DA02710878
- Gemeinsame Normdatei: 118834622
- International Standard Name Identifier: 0000 0001 2096 3785
- KulturNav: 8bcc79ed-bac1-492d-ac79-0c80d6b54c0a
- Library of Congress Control Number: n79043877
- Nationale Bibliotheek van Letland: 000012139
- MusicBrainz: 587d24f5-3f24-4ee3-ad1c-4435526376c9
- Nationale Bibliotheek van Tsjechië: jn20000701365
- Nationale bibliotheek van Australië: 36039588
- Nationale Bibliotheek van Israël: 987007500880605171
- Nationale Bibliotheek van Polen: a0000001256623
- Nederlandse Thesaurus van Auteursnamen: 070881642
- Réseau des bibliothèques de Suisse occidentale: 02-A003666780
- Istituto Centrale per il Catalogo Unico: LO1V136096
- LIBRIS: 215931
- SNAC: w6zg8m35
- Système universitaire de documentation: 028592859
- Trove: 1197260
- Virtual International Authority File: 71395844
- WorldCat: E39PBJqw4tQQJ44XXBqjJDfTHC